# Homero de Magalhães
Homero de Magalhães (São João del-Rei, 17 de dezembro de 1924 — Rio de Janeiro, em 8 de março de 1997) foi um pianista brasileiro.

## Discografia
| Ano  | Álbum                                                                            | Gravadora                | País            | Obs. |
| ---- | -------------------------------------------------------------------------------- | ------------------------ | --------------- | --- |
| 1953 | Villa-Lobos                                                                      | Supraphon                | Tchecoslováquia | |
| 1954 | Schubert: Pièces pour piano à quatre mains par Lili Kraus et Homero de Magalhães | Les Discophiles Français | França          | |
| 1956 | Homero Magalhães e a música brasileira                                           | Sinter                   | Brasil          | Relançado com o título "H. Magalhães" (Decca, Paris, França, 1957).                                        |
| 1959 | Debussy: Préludes, deuxième livre                                                | Les Discophiles Français | França          | |
| 1960 | As 16 Cirandas de Villa-Lobos                                                    | Plaza                    | Brasil          | Recebeu o Prêmio Nacional do Disco, Correio da Manhã; Relançado em CD (Dubas Music, Rio de Janeiro, 2000). |

## Prêmios
- outubro de 1950: Concurso Internacional de Genebra (Suíça) — 3º lugar[2][3]
- fevereiro de 1951: Concurso Internacional de Piano Maurice Ravel (Luxemburgo) — 9º lugar[4]